# Scott Pilgrim
Scott Pilgrim és una sèrie de novel·les gràfiques realitzada pel dibuixant canadenc Bryan Lee O'Malley, que abasta sis volums. El primer volum va eixir el 2004 i fins a 2009 s'han publicat cinc volums, que han estat llançats per l'editorial independent estatunidenca Oni Press.
En el còmic, es narra la història de Scott Pilgrim, un jove que tractarà de conquistar una noia dita Ramona Flowers. Encara que parteix com una comèdia romàntica, al llarg de tota l'obra es presenten múltiples referències a la cultura popular de videojocs, música o còmics entre altres aspectes.
La saga ha estat una de les més venudes als últims temps, i a causa del seu èxit en vendes i crítica es realitzà una adaptació al cinema, Scott Pilgrim vs. The World, estrenada a mitjan 2010. Al mateix temps, Ubisoft Montreal desenvolupà i publicà un videojoc basat en l'obra d'O'Malley, amb música d'Anamanaguchi.